# واسکو (کالیفرنیا)
واسکو (به انگلیسی: Wasco) شهری در شهرستان کرن ایالت کالیفرنیا است که در سرشماری سال ۲۰۱۰ میلادی، ۲۵۵۴۵ نفر جمعیت داشته است.

## نگارخانه

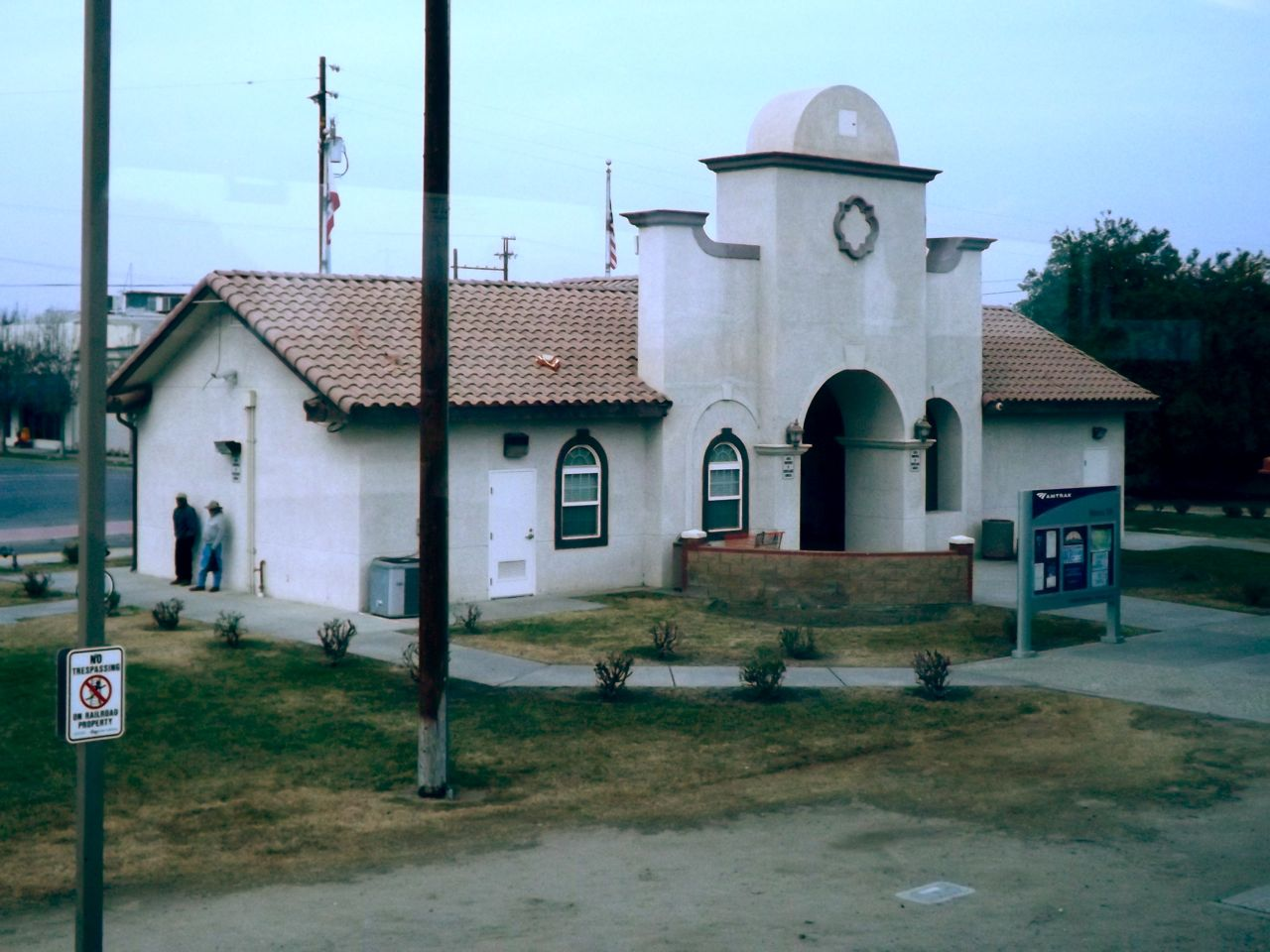
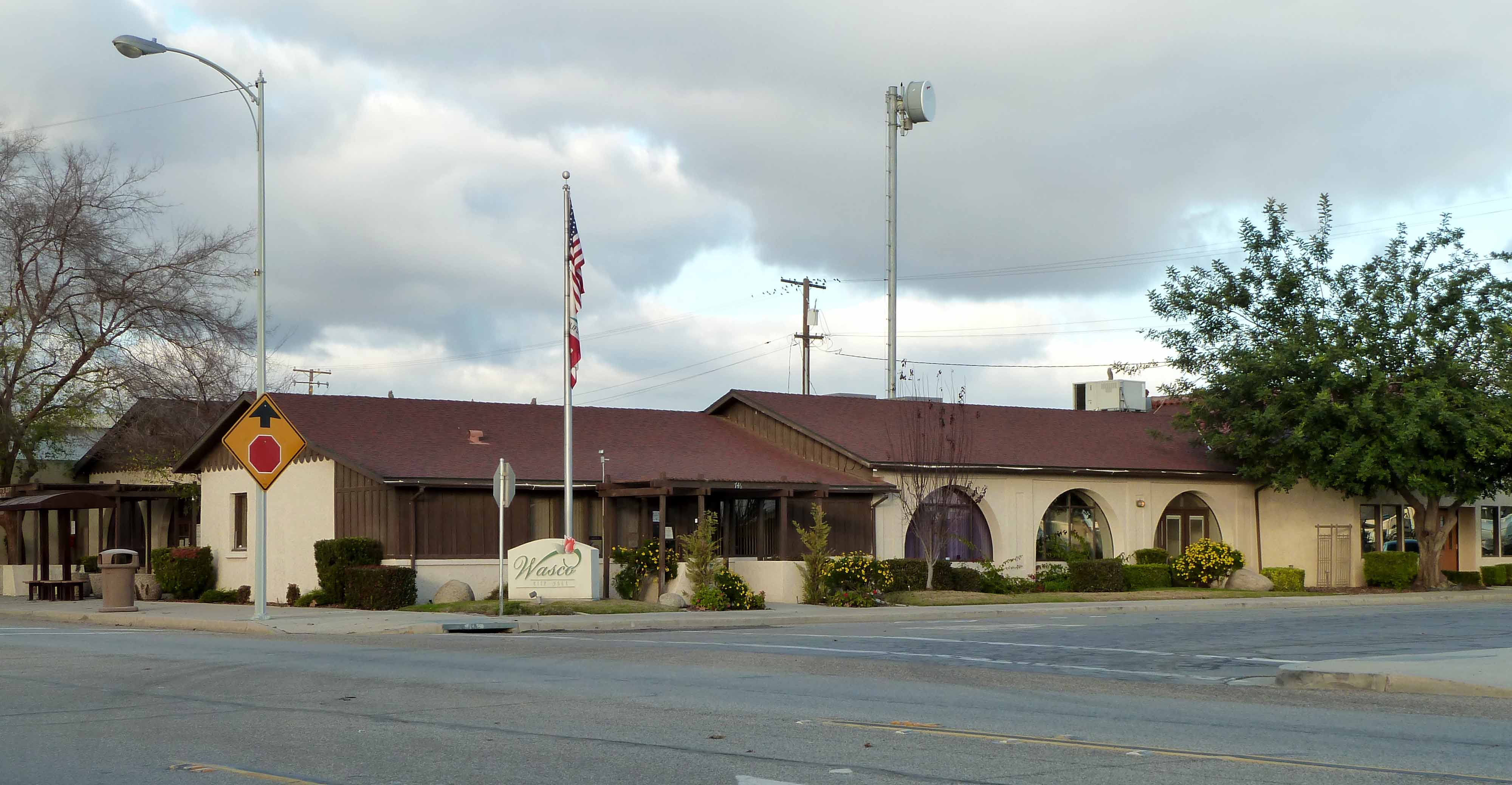
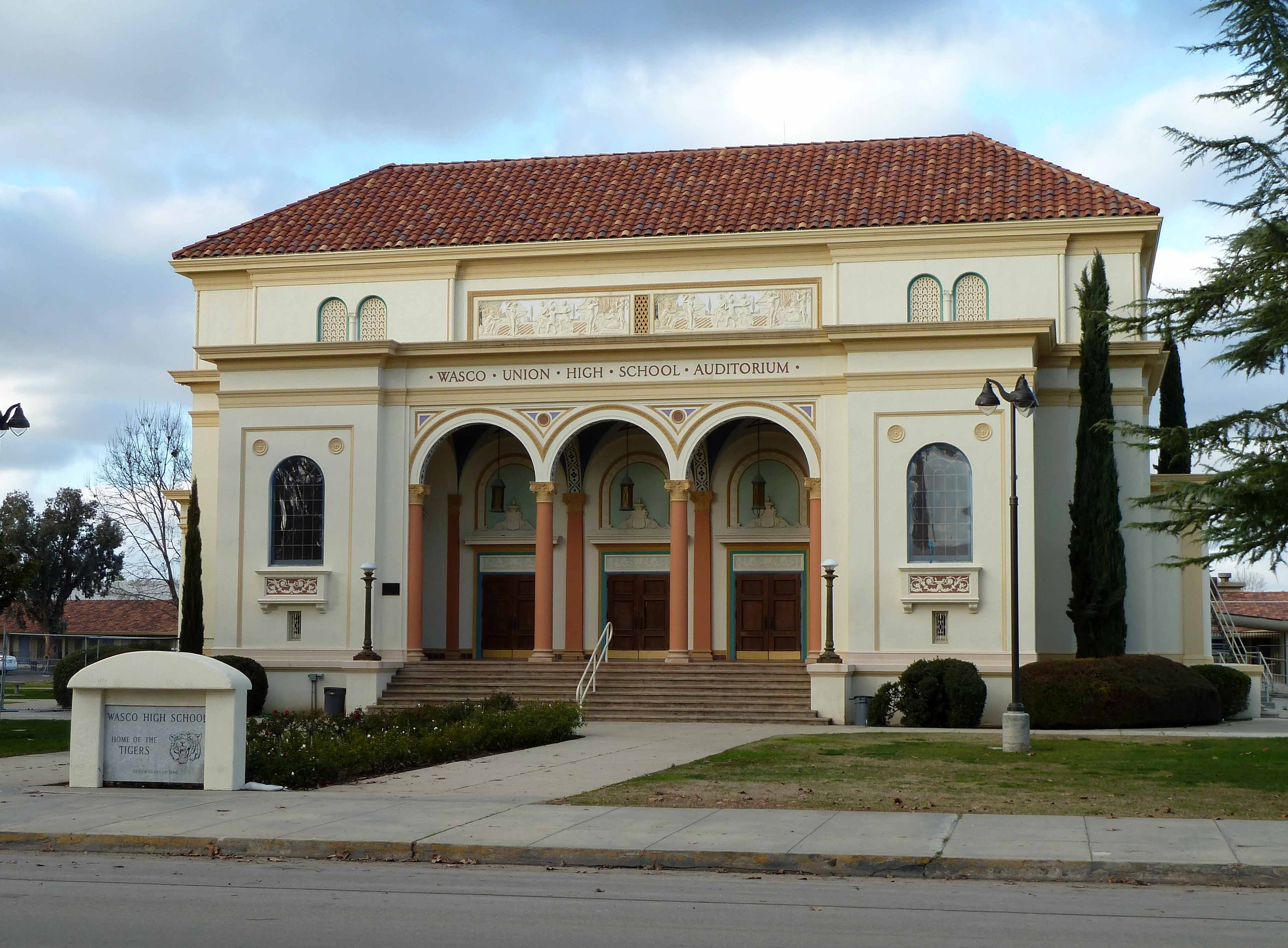